# Vilémův kanál (Klaipėda)
Vilémův kanál (litevsky Vilhelmo kanalas nebo Klaipėdos kanalas, žemaitsky Vėlhelma kanals, německy König-Wilhelm-Kanal, francouzsky Canal du roi Guillaume Ier d'Allemagne) byl ručně vykopán v letech 1863–1873; po roce 1870 byla většina práce vykonána francouzskými válečnými zajatci. Tento kanál spojil přímo klaipėdský přístav (od zálivu Malkų įlanka) s Minijí (a přes ni i s Němenem ), čímž se vodní cesta vyhnula Kurskému zálivu. Délka kanálu je 23,9 km, šířka 18,8 m, hloubka původně 2,3 m, nyní je průměrná hloubka 1,7 m. Je hydrogeologickou rezervací.

## Zeměpisné údaje

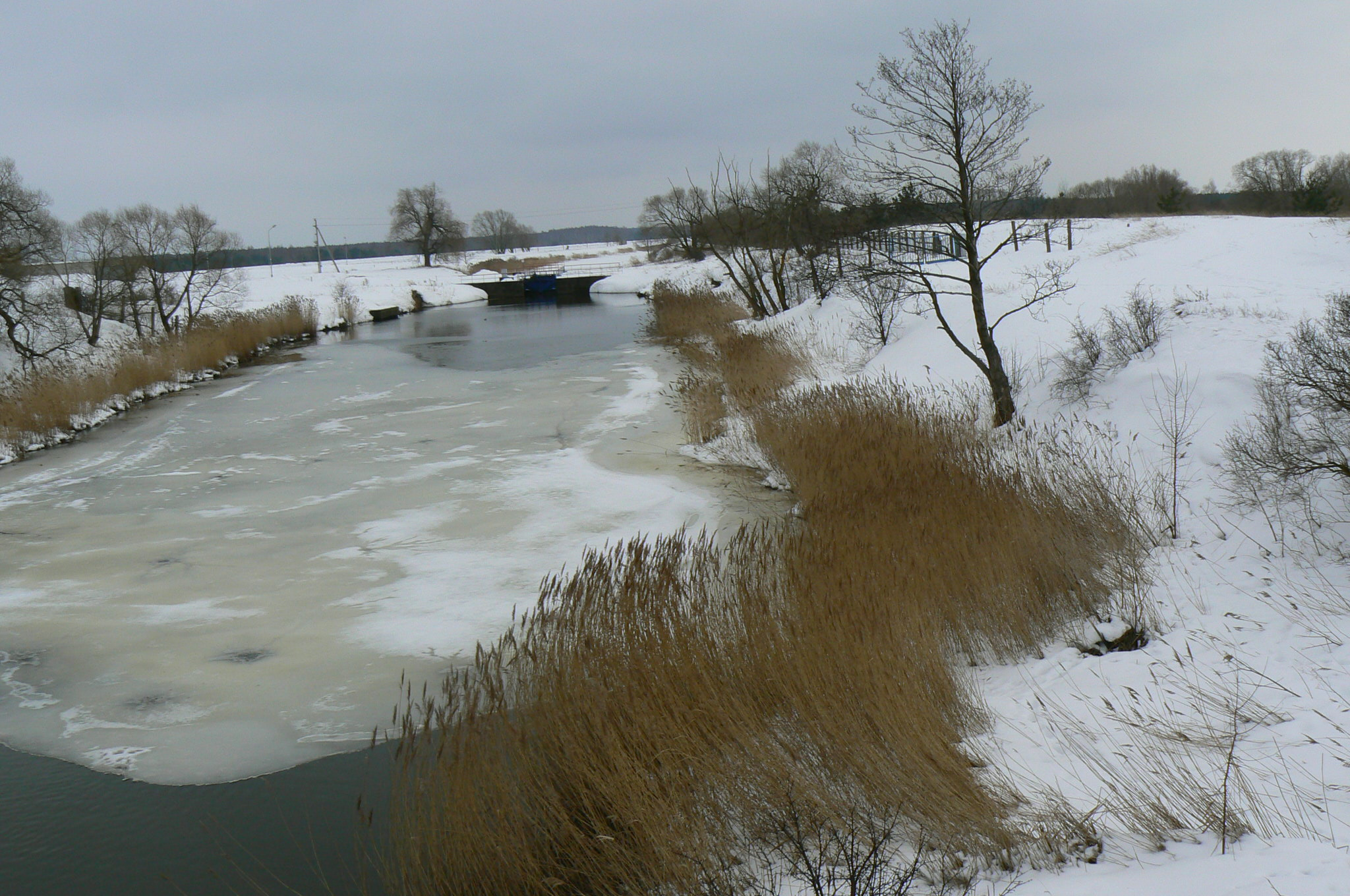
Vilémův kanál v únoru v Klaipėdě, v pozadí již nepoužívané zdymadlo

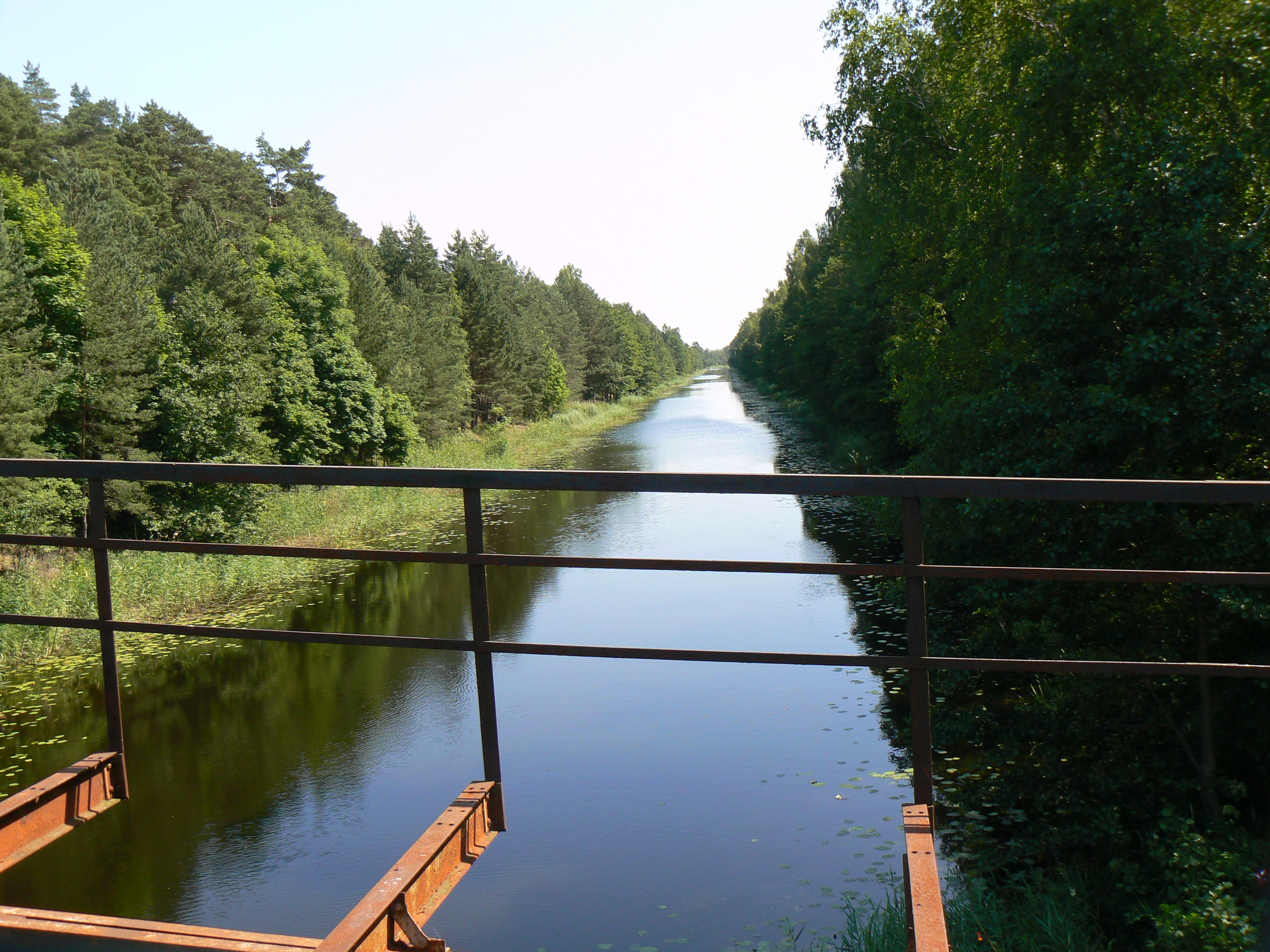
Vilémův kanál. Pohled směrem k Dreverně z ruin mostu

Spojuje záliv Malkų įlanka u kontejnerového terminálu trajektu (otevřen teprve roku 1986, k němu nasypán umělý poloostrov, takže původně byl záliv Malkų įlanka podstatně otevřenější) a u doku „Vakarų laivų gamykla“ (Západní dok) s řekou Minijí na 15 km od jejího ústí u vsi Lankupiai. V místě tohoto (klaipėdského) vyústění je kanál překlenut hned třemi mosty: ulice „Perkėlos“, železniční přípojky terminálu a ulice „Kairių“. Dále je na vnitrozemském břehu zbytek zdymadla (ke Kurskému zálivu je zde necelý 1 km), 2 km od klaipėdského ústí je na přímořském břehu ves, hned za ní navazuje vojenský prostor - polygon střelnice (tento vojenský prostor (nepřístupný veřejnosti nebo jen na zvláštní povolení) se táhne podél přímořského břehu kanálu 11 km), 3,7 km od klaipėdského ústí je zbytek poničeného dřevěného mostu (jeden z deseti celkem) s ocelovou konstrukcí (ještě roku 1989 byl funkční) a těsně před ním umělé rameno do vnitrozemí s navazujícím jezírkem a soustavou kanálů - vodní zdroj s úpravnou vody pro město Klaipėda. Od tohoto mostu do vnitrozemí vede cesta do vsi Kairiai, na opačnou stranu vede cesta na cvičiště vojenského prostoru a ke správní budově botanické rezervace „Lužijos botaninis draustinis“ (sama rezervace je 1 km na jih a táhne se podél Kurského zálivu 2,7 km dále na jih). Dále se po obou březích kanálu rozprostírá les „Kliošų miškas“, který je od své jižní poloviny navazující na rezervaci „Lužijos botaninis draustinis“ chráněnou krajinnou oblastí „Kliošų kraštovaizdžio draustinis“ až k řece Klišupė; zahrnuje také mokřad „Tyrų pelkė“. Zde jsou další zbytky (2 - 3) poničených dřevěných mostů (jedny z deseti celkem) s ocelovou konstrukcí. Na vnitrozemském břehu za lesem jsou vsi Kliošai, Vaškiai Lūžgalai, Dercekliai. 15 km od klaipėdského ústí most cesty Dreverna - Priekulė. Vzápětí kanál protíná řeka Klišupė (spojení s Kurským zálivem) a Dreverna, která se stala vedlejším ramenem kanálu - bočním vyústěním do Kurského zálivu. Na ní je také přístav Dreverna a na jejím levém břehu vesnice Dreverna. Část koryta řeky Dreverna v úseku mezi východním okrajem vesnice Dreverny a obcí Jokšai byl využit pro stavbu kanálu: koryto bylo prohloubeno. Most cesty Dreverna - Jokšai. Dále na vnitrozemském břehu vsi Jokšai, Venckai, Kalviškiai. Dále 2,5 km od Minijského ústí na břehu blíže k moři je telmologická (mokřadní) rezervace „Svencelės telmologinis draustinis „Svencelės pelkė““. Dále ves a stejnojmenné jezírko Klošiai. Most cesty Sakūčiai - Venckai. K vyřešení rozdílu úrovně hladin bylo postaveno zdymadlo (Národní technická památka). Vyústění do řeky Minije 18 km od jejího ústí do Atmaty, u vsi Lankupiai.

## Minulost

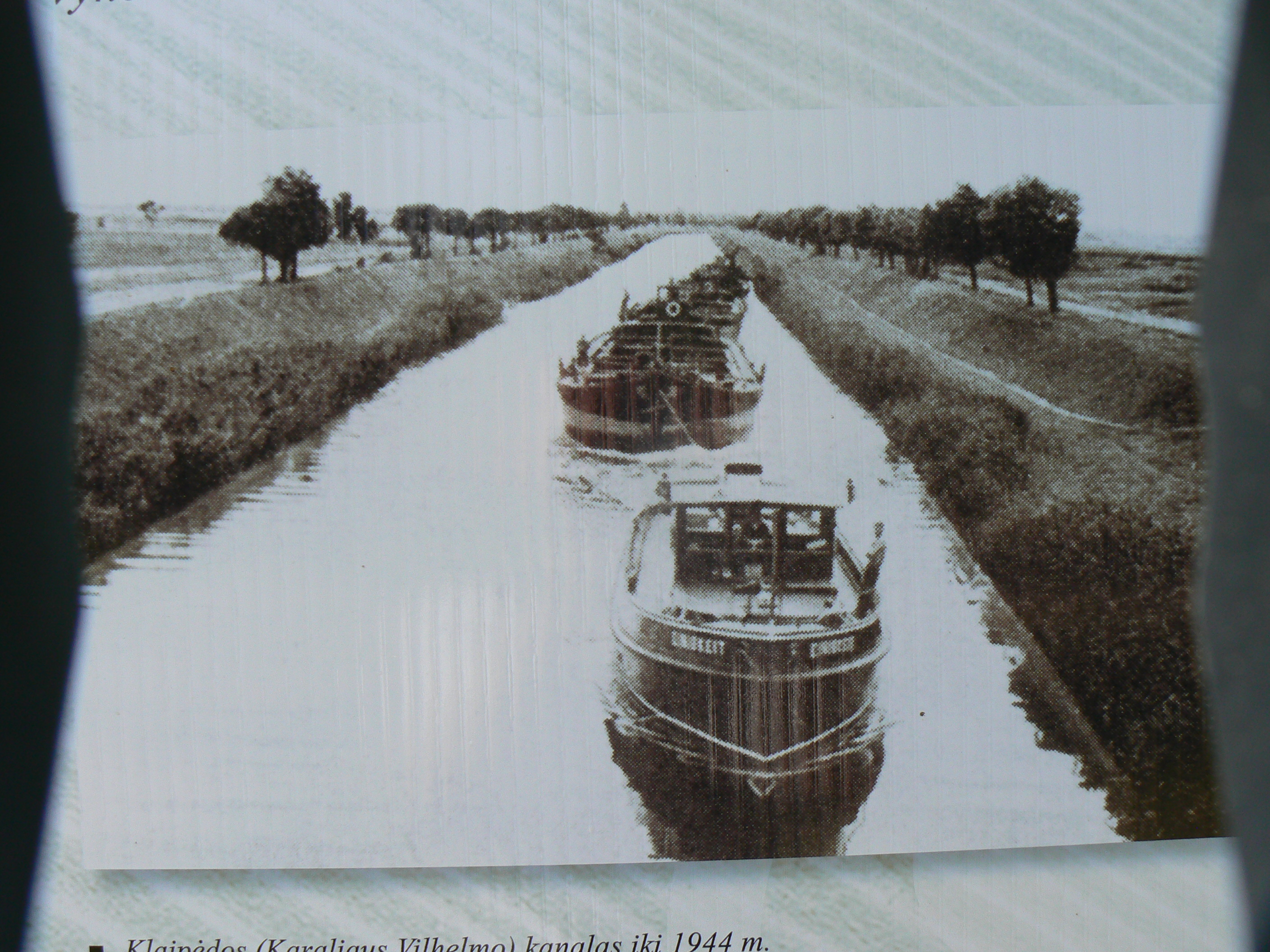
Plavba Vilémovým kanálem do roku 1944

Kanál bylo plánováno vykopat již v polovině 18. století, ale pro finanční potíže byl plán odložen. V té době bylo plaveno stále více dříví, ale na vodní cestě kolem Ventėského mysu byly vory nezřídka větrem a vlnobitím rozmetány, kvůli čemuž kupci dříví trpěli nemalé ztráty. Aby bylo možno se vyhnout plavbě Kurským zálivem, bylo rozhodnuto spojit napřímo kanálem přístav Klaipėdu s Minijí od Lankupiů. Kanál začali kopat roku 1863 a stavba trvala 10 let. V letech 1902–1904 byl překlenut deseti lehkými ocelovými mosty s dřevěnou vozovkou. Ještě před tím, kromě voroplavby, tudy proplouvaly plachetnice, nebo byly veliké nákladní čluny vlečeny koňmi nebo i lidmi (po obou stranách kanálu byly totiž za tím účelem dosti široké cesty z vykopané zeminy, které se z části nedochovaly do současnosti), proplouvaly tudy i parníky. Plavba byla provozována až do 70. let 20. století.
Kanál byl nazván Vilémovým na počest tehdejšího německého císaře Viléma I. Při stavbě kanálu zahynulo mnoho francouzských válečných zajatců (na stavbě kanálu jich pracovalo 690 v letech 1870-1873), proto jim byl u ústí kanálu postaven pomník.

## Další informace
Kolem části kanalu vede naučná stezka Tyrų takas.